# Viola nemoralis
Viola nemoralis là một loài thực vật có hoa trong họ Hoa tím. Loài này được Kütz. miêu tả khoa học đầu tiên năm 1832.